# Kanton Auxerre-Nord-Ouest
Kanton Auxerre-Nord-Ouest (fr. Canton d'Auxerre-Nord-Ouest) byl francouzský kanton v departementu Yonne v regionu Burgundsko. Tvořila ho pouze severozápadní část města Auxerre. Zrušen byl po reformě kantonů 2014.